# Plecodus elaviae
Plecodus elaviae là một loài cá thuộc họ Cichlidae. Nó được tìm thấy ở Burundi, Cộng hòa Dân chủ Congo, Tanzania, and Zambia. Môi trường sống tự nhiên của chúng là hồ nước ngọt. It forms large schools, and feeds off of the scales of other fish. Being a bi-parental mouthbreeder, both parents care for the offspring.2